# دولورس کاستلو
دولورس کاستلو (انگلیسی: Dolores Costello؛ ۱۷ سپتامبر ۱۹۰۳ – ۱ مارس ۱۹۷۹) یک هنرپیشه اهل ایالات متحده آمریکا بود. وی بین سال‌های ۱۹۰۹ تا ۱۹۴۳ میلادی فعالیت می‌کرد.
از فیلم‌ها یا برنامه‌های تلویزیونی که وی در آن نقش داشته است، می‌توان به امبرسون‌های باشکوه، کشتی نوح و نمایش نمایش‌ها اشاره کرد.